# Distretto di Valona
Il distretto di Valona (in albanese: Rrethi i Vlorës) era uno dei 36 distretti amministrativi dell'Albania.
La riforma amministrativa del 2015 ha suddiviso il territorio dell'ex-distretto in 3 comuni: Himara, Selenizza e Valona.

## Geografia antropica

### Suddivisioni amministrative
Il distretto comprendeva 4 comuni urbani e 9 comuni rurali.

#### Comuni urbani
- Himara
- Orikum
- Selenicë
- Valona

#### Comuni rurali
- Armen
- Brataj
- Hore Vranisht (Vranisht)
- Kotë
- Novoselë (Piskal Novoselë)
- Qendër (Qendër Pusi)
- Sevaster (Sevastar)
- Shushicë
- Vllahinë